# Slädhundsrace vid olympiska vinterspelen 1932
En tävling i slädhundsrace var med i olympiska vinterspelen 1932 i Lake Placid, New York, USA, dock endast som demonstrationssport. Fem deltagare från Kanada och sju från USA deltog i tävlingen. Loppen hölls på en bana på 40,5 klilometer. Det var sex hundar per släde, och slädarna startade med tre minuters intervall.
| Placering | Förare              | Lopp 1    | Lopp 2    | Totalt    |
| Guld      | Emile St. Godard    | 2:12.05,0 | 2:11.07,5 | 4:23.12,5 |
| Silver    | Leonhard Seppala    | 2:13.34,3 | 2:17.27,5 | 4:31.01,8 |
| Brons     | Shorty Russick      | 2:26.22,4 | 2:21.22,2 | 4:47.44,6 |
| 4         | Harry Wheeler       | 2:33.19,1 | 2:29.35,0 | 5:02.54,1 |
| 5         | Roger Haines        | 2:34.56,0 | 2:31.31,3 | 5:06.27,3 |
| 6         | Raymond Pouliot     | 2:53.14,3 | 2:52.21,5 | 5:45.35,8 |
| 7         | Jack Defalco        | 2:53.49,5 | 2:55.50,1 | 5:49.39,6 |
| 8         | Stuart Belknap      | 2:57.14,0 | 2:57.08,5 | 5:54.22,5 |
| 9         | Henry Murphy        | 2:42.49,4 | 3:15.24,1 | 5:58.13,5 |
| 10        | Dexter Sears        | 3:00.21,7 | 3:01.49,5 | 6:02.11,2 |
| 11        | Norman Dane Vaughan | 3:24.10,0 | 3:49.46,0 | 7:13.56,0 |
| 12        | Eva Seeley          | 3:28.01,7 | 3:46.45,0 | 7:14.46,7 |